# Měřítko H0

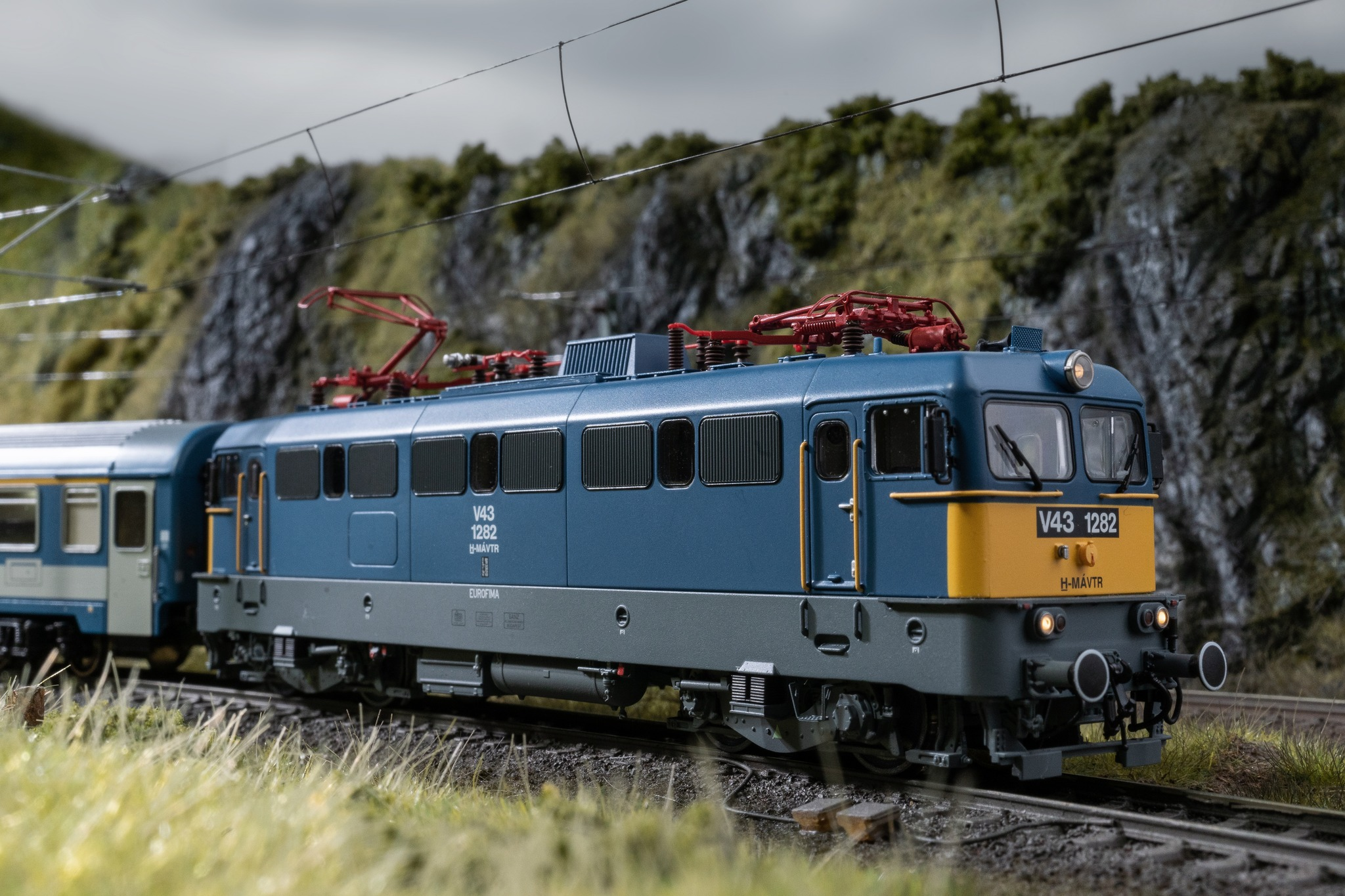
.Model lokomotivy v měřítku H0

H0 (há-nula) je velikost modelové železnice pro modely zmenšené v měřítku 1:87. Standardní rozchod reálné železnice 1435 mm je zde zmenšen na 16,5 mm.
Je to v současnosti nejrozšířenější modelová velikost, světu se představila ve 20. letech 20. století. Po druhé světové válce zmenšování modelů pokračovalo a vznikla tak měřítka TT 1:120, N 1:160 i Z 1:220.

## Parametry
H0 je zkratka z německého halb-null, čili v překladu poloviční velikost 0 (nula). V minulosti se označovala i jako 00 (nula nula). Velikost vznikla ve 20. letech 20. století, kdy své výrobky představily firmy Bing, Trix a Märklin. 
Ovšem měřítko 1:87 není striktní, kvůli např. funkčnosti modelů bývá upravováno. Typickým příkladem je zkrácení délky u delších kolejových vozidel kvůli průjezdu ostrými železničními oblouky (často jsou kráceny v měřítku 1:100).